# Fronton du Duc
Fronton du Duc (o Fronton le Duc, anche noto con il nome latino: Ducæus) (Bordeaux, 1558 – Parigi, 25 settembre 1624) è stato un gesuita, grecista e teologo francese.

## Biografia
Suo padre era un consigliere del Parlamento di Bordeaux. Entrò nel noviziato dei Gesuiti a Verdun, uno dei tre Vescovadi, il 12 ottobre 1577, e prese i primi voti a Pont-à-Mousson il 13 ottobre 1579. Quest'ultima città era allora sede di un collegio (o "Università") fondato nel 1572 dal Duca di Lorena e affidato alla Compagnia di Gesù; Fronton du Duc vi insegnò retorica dal 1578 al 1582, quando fu trasferito al Collège de Clermont (sede parigina dei Gesuiti) per esercitarvi la stessa funzione.
Dal 1586 al 1590 studiò teologia in vista dell'ordinazione sacerdotale, poi fece un terzo anno di noviziato (come è consuetudine nella Società). Successivamente insegnò teologia positiva, prima a Pont-à-Mousson (1591-1594) e Parigi (ottobre-dicembre 1594), ma il Collège de Clermont fu chiuso dopo l'attentato di Jean Châtel, e dovette tornare a Pont-à-Mousson. Fece la solenne professione dei quattro voti nel 1596. L'anno seguente fu trasferito al Collegio di Bordeaux dove insegnò teologia morale e Sacra Scrittura.
Nel 1604, i Gesuiti ottennero il permesso di riaprire loro collegio parigino, e Fronton du Duc vi fu inviato come bibliotecario incaricato di ricostruire la biblioteca che era stata dispersa. Dal 1618 al 1623, tenne nuovamente presso il Collège de Clermont un corso di teologia positiva. Fronton du Duc era legato da profonda amicizia a Denis Pétau, suo collega al Collège de Clermont, e, come lui, grecista di primo piano. Petau gli successe nel ruolo di bibliotecario responsabile e professore di teologia.

## Opere
Nel 1580, mentre insegnava al Collegio di Pont-à-Mousson, compose una tragedia dal titolo L'Histoire tragique de la Pucelle de Domrémy, aultrement d'Orleans, ispirata al teatro greco (con il coro), che fu recitata dai suoi allievi davanti al duca Carlo III di Lorena il 7 settembre di quell'anno e stampata l'anno successivo.
Nel 1595-1596, partecipò a Pont-à-Mousson alla commissione di cinque membri incaricata da Claudio Acquaviva, preposito generale della Compagnia di Gesù, della revisione e della pubblicazione dei Commentarii in quattuor evangelistas di Juan Maldonado (che aveva soggiornato a Pont-à-Mousson nel 1578). Nel 1598, il protestante Philippe Duplessis-Mornay pubblicò a La Rochelle il volume Livre de l'institution, usage et doctrine du saint sacrement de l'Eucharistie en l'Église ancienne; la pubblicazione diede inizio a una controversia tra teologi cattolici e protestanti, alla quale prese parte anche Fronton du Duc che pubblicò tre risposte successive all'opera di de Mornay, la prima nel 1599 (Inventaire des faultes, contradictions, faulses allégations du sieur Plessis, remarquées en son livre de la sainte Eucharistie par les théologiens de Bordeaux), e due successive rispettivamente nel 1601 e nel 1602.
Fronton du Duc è conosciuto soprattutto per le edizioni critiche e le traduzioni latine delle opere dei Padri greci. Poco dopo il suo ritorno a Parigi (1604), Isaac Casaubon convinse Enrico IV ad organizzare la stampa di manoscritti dalla Bibliothèque royale, e d'altra parte un'assemblea del clero di Francia aveva affidato ai gesuiti il compito di produrre le edizioni critiche dei Padri greci. Fronton du Duc, sollecitato dai suoi superiori, si dedicò in particolar modo all'opera di Giovanni Crisostomo, del quale pubblicò sei volumi in folio di Opera omnia, nunc primum græce et latine edita tra il 1609 e il 1624; sei ulteriori volumi da lui preparati furono pubblicati postumi nel 1636 (insieme con una ristampa dei primi sei); nel 1613 diede alle stampe un'edizione della sola traduzione latina dell'Opera omnia di Giovanni Crisostomo in sei volumi in folio. Fronton du Duc si occupò anche di Clemente di Alessandria, Basilio Magno, Gregorio di Nazianzo, Gregorio di Nissa e Giovanni Damasceno, e pubblicò nel 1624 il volume Bibliothecæ veterum patrum, seu scriptorum ecclesiasticorum, tomus primus græco-latinus, qui varios græcorum auctorum libros, antea latine tantum, nunc vero primum utraque lingua editos in lucem complectitur, seguito da un tomus secundus pubblicato lo stesso anno; questi due volumi servirono come supplemento alla Bibliotheca Veterum Patrum di Marguerin de la Bigne. Infine, nel 1630, fu pubblicata postuma un'edizione in due volumi in folio dell'opera di Niceforo Callisto Xanthopoulos. Fronton du Duc lavorò anche a un'edizione della Septuaginta, ma morì prima di essere riuscito a portare a termine l'impresa.

## Fonti
- Oudin, in Niceron, Memoires pour servir à l'historie des hommes illustres de la république des lettres (Paris, 1737), XXXVIII, 103;
- Sommervogel, Bibliothèque de la c. de J. (Paris, 1897), III, 233-249.
- Eugène Martin, L'université de Pont-à-Mousson (1572 - 1768), Paris et Nancy, 1891.